# Dansai bunri no crime edge
Dansai bunri no crime edge (断裁分離のクライムエッジ?, Dansai bunri no kuraimu ejji) è un manga scritto e disegnato da Tatsuhiko Hikagi. Una serie televisiva anime, adattamento del manga, prodotta dallo Studio Gokumi ha iniziato la sua messa in onda su Tokyo MX e altre reti il 4 aprile 2013. Al termine dei titoli di coda del tredicesimo episodio, è stata annunciata tramite una PV la produzione di una seconda stagione. L'anime è disponibile anche in streaming su Crunchyroll con sottotitoli in inglese.

## Trama
La storia ruota attorno a Kiri Haimura, un ragazzo che ama acconciare e tagliare i capelli delle ragazze. Egli incontra Iwai Mushanokōji, una ragazza dai fluenti capelli, conosciuta come "la regina dai capelli", la sua chioma è maledetta e di conseguenza quei capelli non possono essere tagliati. Ma Kiri possiede delle forbici davvero speciali – le Dansai Bunri no Crime Edge – che hanno l'abilità mistica di tagliare anche i capelli maledetti della ragazza. Così Kiri si ritroverà a difendere Iwai dalla calata dei vendicativi e sanguinari “Dei Uccisori”.

## Personaggi
Kiri Haimura (灰村 切?, Haimura Kiri)
Doppiato da: Natsuki Hanae
Iwai Mushanokōji (武者小路 祝?, Mushanokōji Iwai)
Doppiato da: Kotori Koiwai
Yamane Byōinzaka (病院坂 病子?, Byōinzaka Yamane)
Doppiato da: Kaori Fukuhara
Hōko Byōinzaka (病院坂 法子?, Byōinzaka Hōko)
Doppiato da: Yumi Uchiyama
Kanae Sumeragi (皇 鼎?, Sumeragi Kanae)
Doppiato da: Kōji Yusa
Ruka Shihōdō (四方堂 瑠架?, Shihōdō Ruka)
Doppiato da: Yōko Hikasa
Romio Zaiga (雑賀 露見男?, Zaiga Romio)
Doppiato da: Yuichi Nakamura
Kotarō Naruto (鳴門 小太郎?, Naruto Kotarō)
Doppiato da: Nobunaga Shimazaki
Kashiko Misumi (美墨 かしこ?, Misumi Kashiko)
Doppiato da: Kiyono Nasuno
Nigi Ubuzato (初郷 和?, Ubuzato Nigi)
Doppiato da: Arisa Noto

## Media

### Manga

#### Volumi
| Nº | Volumi   | Data di prima pubblicazione | Data di prima pubblicazione |
| Nº | Volumi   | Giapponese                  |                             |
| 1  | Volume 1 | 21 novembre 2009            |                             |
| 2  | Volume 2 | 23 agosto 2010              |                             |
| 3  | Volume 3 | 22 gennaio 2011             |                             |
| 4  | Volume 4 | 23 agosto 2011              |                             |
| 5  | Volume 5 | 23 febbraio 2012            |                             |
| 6  | Volume 6 | 22 novembre 2012            |                             |
| 7  | Volume 7 | 23 marzo 2013               |                             |

### Anime
La serie televisiva anime è diretta da Yūji Yamaguch e prodotta dallo Studio Gokumi con le musiche di Yasuharu Takanashi. Ha iniziato la sua messa in onda su Tokyo MX il 4 aprile 2013. La serie è inoltre trasmessa in streaming da Crunchyroll con sottotitoli in lingua inglese. La sigla di apertura è "Unmei no Ori" (運命の檻?) di Aimi Terakawa, mentre quella di chiusura è "Kimi to Futari" (君と二人?) di uri*Kari Yurika Endō e Karin Takahashi.

#### Episodi
| Nº | Giapponese 「Kanji」 - Rōmaji                                | In onda        | In onda |
| Nº | Giapponese 「Kanji」 - Rōmaji                                | Giapponese     |         |
| 1  | 「眠れる森の姫」 - Nemurerumori no hime                      | 3 aprile 2013  |         |
| 2  | 「異端の肖像」 - Itan no shōzō                               | 10 aprile 2013 |         |
| 3  | 「雷雲をわたれ」 - Raiun o watare                            | 17 aprile 2013 |         |
| 4  | 「客は何処だ」 - Kyaku wa dokoda                             | 24 aprile 2013 |         |
| 5  | 「ビフォア・ダ・ゲイム」 - Bifoa da geimu                    | 1º maggio 2013 |         |
| 6  | 「星のワルツ」 - Hoshi no warutsu                            | 8 maggio 2013  |         |
| 7  | 「天秤の銀貨」 - Tenbin no ginka                             | 15 maggio 2013 |         |
| 8  | 「パーティーチョッパ」 - Pātīchoppa                          | 22 maggio 2013 |         |
| 9  | 「リリカル・ナイト・フライト」 - Ririkaru naito furaito      | 29 maggio 2013 |         |
| 10 | 「スタンディング・ベイベーション」 - Sutandingu beibēshon    | 5 giugno 2013  |         |
| 11 | 「レッド・ライジング」 - Reddo raijingu                      | 12 giugno 2013 |         |
| 12 | 「禁じられた遊び」 - Kinjiraretaasobi                        | 19 giugno 2013 |         |
| 13 | 「グレイランド・イズインザハウス」 - Gureirando izuinzahausu | 26 giugno 2013 |         |